# سيموس ثنائي القطب

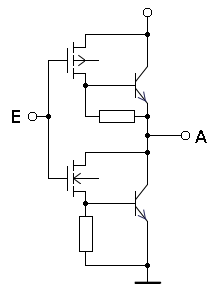
عاكس بتقنية بيكموس

سيموس ثنائي القطب هي تقنية شبه موصلة تدمج تقنيتين منفصلتين سابقًا لأشباه الموصلات، تلك الخاصة ببوابة ترانزستور ثنائي القطب وبوابة سيموس (موسفت تكميلية)، في جهاز واحد متكامل.
توفر ترانزستورات الوصلة ثنائية القطب الكهربائية سرعة عالية ومكاسب عالية مقاومة وموصلية كهربائية، وهي خصائص ممتازة لتناظرية عالية التردد ومضخم إلكتروني، بينما توفر تقنية CMOS مقاومة عالية للإدخال وممتازة لبناء بوابة منطقية كهربائية بسيطة منخفضة القدرة. طالما أن النوعين من الترانزستورات موجودان في الإنتاج، فقد أدرك مصممو الدوائر الذين يستخدمون مكونات منفصلة مزايا دمج التقنيتين؛ ومع ذلك، وبسبب نقص التنفيذ في الدوائر المتكاملة، اقتصر تطبيق هذا التصميم الحر على دوائر بسيطة إلى حد ما.
تتوسع الدوائر المنفصلة المكونة من مئات أو آلاف الترانزستورات بسرعة لتحتل مئات أو آلاف السنتيمترات المربعة من مساحة لوحة الدائرة، وبالنسبة للدوائر عالية السرعة مثل تلك المستخدمة في أجهزة الكمبيوتر الرقمية الحديثة، فإن المسافة بين الترانزستورات (والحد الأدنى للسعة كهربية من الروابط بينهما) تجعل السرعات المرغوبة غير قابلة للتحقيق بشكل صارخ، بحيث إذا تعذر بناء هذه التصميمات كدوائر متكاملة، فلا يمكن بناؤها ببساطة.

## السلبيات
هناك العديد من سلبيات تصنيع CMOS، على سبيل المثال، لا تنتقل مباشرة إلى تصنيع BiCMOS. تنشأ صعوبة متأصلة من حقيقة أن تحسين كل من مكونات BJT و MOS للعملية أمر مستحيل دون إضافة العديد من خطوات التصنيع الإضافية وبالتالي زيادة تكلفة العملية. أخيرًا، في مجال منطق الأداء العالي، قد لا تقدم BiCMOS أبدًا استهلاكًا منخفضًا للطاقة (نسبيًا) لـ CMOS وحده، بسبب احتمالية ارتفاع تيار التسرب في وضع الاستعداد.

## تاريخ
في يوليو 1968، أظهر هونغ-تشانغ لين وراماتشاندرا آر آير مضخم ثنائي القطب- MOS (BiMOS)، يجمع بين ترانزستور ثنائي القطب (BJT) وتقنيات موسفت (MOS)، في ويستينغهاوس إلكتريك. أظهر لين وآير لاحقًا، مع سى تى. Ho ، أول BiCMOS دارة تجمع بين تقنيات BJT و Simos (CMOS) على دائرة متكاملة واحدة، في Westinghouse في أكتوبر 1968. في عام 1984، تم عرض BiCMOS دارة متكاملة (LSI) من قبل فريق أبحاث هيتاشي بقيادة H. Higuchi Goro Kitsukawa و Takahide Ikeda.